# Muhammad az-Zaruq Rajab
Muhammad az-Zaruq Rajab (arabiska: محمد الزروق رجب), född 1940, är en libysk politiker.
År 1976 tillträdde Rajab som finansminister. I januari 1981 efterträdde han sedan Abd al-Ati al-Ubayyidi som statschef i egenskap av Allmänna folkkongressens generalsekreterare. Han efterträddes 1984 som nominell statschef av Miftah al-Usta Umar. Rajab tjänstgjorde mellan 1984 och 1986 som Libyens regeringschef.